# Junes Casenave-Harigile
Junes Casenave-Harigile, né à Sainte-Engrâce le 4 avril 1924 et mort à Lestelle-Bétharram le 24 septembre 2018, est un prêtre français et écrivain en langue basque. Il est notamment auteur de plusieurs pastorales souletines.

## Biographie
Né à Sainte-Engrâce d'un père béarnais et d'une mère du village. Il est en contact très tôt avec l'écrivain et politicien Albert Constantin. Dès l'enfance, il maîtrise le basque, le français, l'espagnol et le béarnais.
Il fait ses études au collège de Bétharram puis au séminaire de Bétharram à Lestelle-Bétharram., et voyage, à l'âge de 21 ans, en Palestine. Il suit des cours à Bethléem et est un témoin direct de la Guerre israélo-arabe de 1948-1949. C'est là-bas qu'il est ordonné prêtre, à l'âge de 24 ans.
Il enseigne ensuite le latin, le grec et le français au collège de Bétharram, Limoges et Saint-Palais.
Après 33 ans d'enseignement, il revient en 1981 en Soule pour officier en tant que prêtre, à Larrau puis Alçay où il a la charge d'une dizaine d'église de la Haute-Soule et des Arbailles.
Il est nommé membre correspondant de l'Académie de la langue basque en 1982 et académicien honoraire en 2000.

## Œuvres

### Essais
- Amikuze (1983, Gordailu)
- Ziberoako antzertia (1999, revue Egan)

### Traduction
- Egün oroetako irakurgeiak (1986)
- Jesüsen Berrihona (Nouveau Testament)

### Histoire
- Orhiako Naba (1978, sur la Bataille de Roncevaux (778))
- Tomas Zumalakarregi. Gudalburua (1993, Gero, biographie de Tomás de Zumalacárregui)
- Ximun Gimon Zetegiet (1793-1861) (1991, Hagiographie);

### Pastorales
Junes casenace a écrit 12 pastorales, toutes en basque, à l'exception  de Juan Martin Pueyrredon, écrite en français, avec chants en béarnais.
- Santa Grazi (1976, jouée par les habitants du village de Sainte-Engrâce) ;
- Ibañeta (1978, jouée par les habitants du village de Garindein) ;
- Pette Basabürü (1982, jouée par les habitants du village de Pagolle) ;
- Zumalakarregi (1989, jouée par les habitants du village d'Alçay-Alçabéhéty-Sunharette) ;
- Santa Kruz (1992, jouée par les habitants du village de Sainte-Engrâce ;
- San Mixel Garikoitz (1994, jouée par les habitants du village de Saint-Just-Ibarre) ;
- Agota (1999, jouée par les habitants du village d'Alçay-Alçabéhéty-Sunharette) ;
- Jesüs (2006, Jouée par les élèves de l'école Saint-François Xavier de Mauléon-Licharre) ;
- Santa Engrazi (2006, jouée par les habitants du village de Sainte-Engrâce) ;
- Eñaut Elizagarai (2007, jouée par les habitants de Camou-Cihigue).

### Autres
- Poésie :
  - Oihanealat, 1984
- Contes :
  - Altzaiko Herensugea, Sineste zahar eta ez hain zahar eta beste, 1989
  - Basabürüko ipuinak (1997, Izpegi).
- Dictionnaires :
  - Euskara-Frantsesa (basque-français)
  - Frantsesa-Euskara (français-basque)
  - Latin-Euskara (latin-basque)